# リナート・ファルクットディノフ
リナート・ファルクットディノフ（Rinat Farkhoutdinov、1975年12月13日 - ）は、ロシアペルミ州ペルミ出身の男性フィギュアスケート選手で、現在はコーチ。パートナーは都築奈加子。

## 経歴
- ロシアペルミ州で生まれ、1998年より日本所属となり都築奈加子とカップルを結成した。
- 1998-1999年シーズン、第67回全日本フィギュアスケート選手権で優勝。1999年四大陸フィギュアスケート選手権は6位、1999年世界フィギュアスケート選手権は20位となった。翌1999-2000年シーズンの第68回全日本フィギュアスケート選手権で2度目の優勝し、2000年四大陸フィギュアスケート選手権では7位、2000年世界フィギュアスケート選手権は18位。
- 2000-2001年シーズン、第69回全日本フィギュアスケート選手権で3度目の優勝を果たす。2001年四大陸フィギュアスケート選手権は7位、2000年世界フィギュアスケート選手権は24位。
- 2001-2002年シーズン、ソルトレークシティオリンピックの代表を目指していたが、パートナーである都築奈加子の怪我により選考会となった第70回全日本フィギュアスケート選手権は不出場。のちに都築奈加子とのカップルは解散。それとともに引退し、コーチへ転進。現在はテキサス州を拠点にコーチとして活動を続けている。

## 主な戦績
| 大会/年            | 1998-99 | 1999-00 | 2000-01 | 2001-02 |
| ------------------ | ------- | ------- | ------- | ------- |
| 世界選手権         | 20      | 18      | 24      |         |
| 四大陸選手権       | 6       | 7       | 7       |         |
| 全日本選手権       | 1       | 1       | 1       |         |
| GPスケートアメリカ |         |         | 10      | 10      |
| GPスケートカナダ   |         |         | 10      |         |
| GPNHK杯            |         |         | 10      |         |